# Chozrasčët
Il chozrasčët (in russo хозрасчёт?), abbreviazione di calcolo economico (in russo хозяйственный расчёт?, chozjajstvennyj rasčët) era un metodo usato per calcolare le spese e le entrate di un'impresa all'interno dell'economia pianificata sovietica, implicando una distribuzione uniforme di una parte del profitto a favore dei dipendenti. Il chozrasčët prevedeva l'autogestione e l'autofinanziamento nel quadro di prezzi fissati dal governo sovietico. 

## Definizione
La Grande enciclopedia sovietica definisce il chozrasčët come:

## Storia

### Lenin
La base del calcolo economico venne concepita da Lenin durante il X Congresso del Partito Comunista Russo (bolscevico) del 16 marzo 1921. Nella tesi Sul ruolo e sui compiti dei sindacati nel contesto della nuova politica economica scrisse:
(Vladimir Lenin)
Secondo Lenin, il chozrasčët consisteva in realtà nel passaggio delle imprese statali ad un nuovo sistema autosufficiente per fini commerciali e capitalistici. In queste condizioni, la questione della trasformazione delle imprese statali in aziende "borghesi" e della protezione degli interessi dei lavoratori dai loro datori di lavoro diventava una questione fondamentale. Lenin descrisse inoltre la transizione verso la NEP e l'autofinanziamento come un passaggio forzato e temporaneo al capitalismo di uno stato socialista.

### Guerra fredda
Il sistema del chozrasčët fu sviluppato ulteriormente dopo il 1953 con Nikita Chruščëv e venne menzionata nei documenti del PCUS e del governo sovietico, nonché nelle opere degli economisti dell'URSS. Infatti, nel 1965 il plenum del Comitato Centrale del PCUS discusse gli scarsi risultati dovuti alle politiche economiche attuate negli anni precedenti, e in quell'occasione il Presidente del Consiglio dei ministri dell'URSS Aleksej Kosygin non solo propose la reintroduzione di ministeri centrali di settore al posto dei sovnarchoz ma promosse anche l'autonomia delle imprese e la gestione dal basso dell'economia. Le imprese poterono quindi basarsi sul calcolo economico ed essere meno legate alle quote fissate dal governo, ma lo stato gestiva ancora gli aspetti chiave dell'economia come il fissaggio dei prezzi, l'innovazione tecnologica e i rifornimenti. Tuttavia, con la riforma economica sovietica del 1965, la rivalutazione del calcolo economico evidenziò il gran numero di aziende in perdita e l'inaffidabilità dei prezzi (rimasti fissi per molti anni) che portavano a indici economici falsati. Tale situazione convinse il governo a ripristinare un controllo più serrato sulle aziende.
Durante il governo di Michail Gorbačëv e la politica della perestrojka da lui iniziata, il concetto di contabilità economica o contabilità dei costi ritornò ad essere quello concepito da Lenin e incluse nuovamente il trasferimento di imprese statali in settori commerciali e capitalisti. In questo periodo, il chozrasčët veniva spesso applicato insieme ai concetti di regolamentazione del rublo e della libertà di mercato. Una prima apertura timida all'attività privata avvenne nel 1986, con una legge che permise la gestione privata di un numero di attività artigianali e di servizi inferiore alla decina, con manodopera non salariata e familiare, severi controlli da parte dello stato e aliquote fiscali del 65% (abbassate poi nel 1988).
Anche in altri paesi socialisti iniziò a diffondersi l'idea dell'autosufficienza delle aziende, come in Cina, dove il governo di Deng Xiaoping introdusse negli anni ottanta il socialismo con caratteristiche cinesi.
Dopo la dissoluzione dell'Unione Sovietica e con la successiva privatizzazione delle imprese statali, il termine chozrasčët è diventato desueto nella Federazione russa e nella CSI. Tuttavia, tale metodo si è spesso dimostrato inefficace per molte imprese dove la privatizzazione e il passaggio al calcolo economico non hanno sempre portato a un'attività economica efficace, ma spesso hanno condotto le aziende al calo della produzione o alla chiusura.

## Principi
Il chozrasčët si basava sui seguenti principi:
- Indipendenza economica delle imprese (autosufficienza, autofinanziamento e autogoverno)
- Interesse materiale dei loro team e di ogni singolo dipendente nei risultati delle loro attività commerciali
- Responsabilità per i risultati
- Controllo del rublo

L'autofinanziamento si basa sulle relazioni merce-denaro tipiche di un'economia capitalista.

### Lenin
- К четырёхлетней годовщине Октябрьской революции, in Полное собрание соч., vol. 44, 5 издание.
- Проект тезисов о роли и задачах профсоюзов в условиях новой экономической политики, in Полное собрание соч., vol. 44, 5 издание.
- Per il quarto anniversario della Rivoluzione d'ottobre (PDF), in Opere complete, traduzione di Bernandino Bernandini, vol. XXXIII agosto 1921-marzo 1923, Editori riuniti, 1967,  p. 36.

### Documenti ufficiali
- Об улучшении управления промышленностью, совершенствовании планирования и усилении экономического стимулирования промышленного производства. Постановление пленума ЦК КПСС 29 сентября 1965 г., in Решения партии и правительства по хозяйственным вопросам, vol. 5, 1972.
- Положение о социалистическом государственном производственном предприятии. Постановление Совета Министров СССР 4 октября 1965 г., in Решения партии и правительства по хозяйственным вопросам, vol. 5, 1972.
- Общее положение о всесоюзном и республиканском промышленных объединениях, in Собрание постановлений правительства СССР, n. 7, 1973,  p. 32.

### Altri autori
- Andrea Graziosi, L'Urss dal trionfo al degrado: storia dell'Unione Sovietica: 1945-1991, Il mulino, 2018  [2008], ISBN 978-88-15-14951-0.
- G. K. Rusakov, A. I. Esin e M. G. Ratgauz, Полный хозрасчёт в совхозах и условия его осуществления, 1968.
- S. K. Tatur, Хозяйственный расчёт в промышленности СССР, 3 издание, 1970.
- L. N. Kassirov, Хозрасчёт и цены в социалистическом сельском хозяйстве, Наука, 1969.
- P. G. Bunič, Хозяйственный расчёт и эффективность производства, Наука, 1974.
- A. M. Rumjancev, Научные основы и практика хозяйственного расчёта, a cura di P. G. Bunič, Экономика, 1974.
- A. I. Sibirev, Хозрасчёт и его развитие в современных условиях: вопросы теории и методологии, Издательство Ленинградского университета, 1974.
- N. J. Petrakov (a cura di), НЭП и хозрасчёт, Экономика, 1991.